# リノカット
リノカット(Linocut)とは、リノリウムと呼ばれるコルクや木の粉から作られる合成樹脂材を彫って版にする版画の技法のひとつ。
木版と同じく凸版技法に分類されるが、材質が木材に比較して柔らかく、木目の制約を受けないため、どの方向にも無理無く彫ることができる。
いっぽう、素材の軟性により細い線が描きにくいことから、繊細な描写よりも大胆な線や形を活かした作品に向くといわれる。
建築資材などにも用いられるリノリウムは、比較的安価で大きなサイズも入手でき、特殊な道具や器具も必要としないことから、初心者でも手軽に制作できる版画の技法として、美術教育などにも広く普及している。